# Balduin Lorentz
Balduin Lorentz (* 29. Oktober 1856 in Eisenberg, Thüringen; † 13. Juni 1925 in Wurzen, Sachsen) war ein deutscher Altphilologe und Gymnasiallehrer.
Balduin Lorentz, Sohn eines Pfarrers, besuchte 1869 bis 1877 das Gymnasium in Altenburg und studierte ab 1877 Klassische Philologie in Jena und Leipzig, hier besonders bei Ludwig Lange und Otto Ribbeck, wo er im Februar 1881 promoviert wurde. Seit dem Studium war er Mitglied und später Alter Herr des Klassisch-Philologischen Vereins Leipzig im Naumburger Kartellverband. 1881 begann er als Probekandidat am Gymnasium in Wurzen zu unterrichten, wo er 1882 Oberlehrer wurde. 1914 wurde er Konrektor der Schule und von 1916 bis zu seinem Ruhestand 1922 war er deren Rektor.
In Wurzen war ab 1882 sein Konrektor, ab 1894 sein Rektor Wilhelm Heinrich Roscher, für dessen Ausführliches Lexikon der griechischen und römischen Mythologie er wie zahlreiche andere Gymnasiallehrer Artikel verfasste. Daneben publizierte er zu Tieren im Altertum.

## Veröffentlichungen (Auswahl)
- De amicorum in Ovidii Tristibus personis. Dissertation Leipzig 1881 (Digitalisat).
- Die Taube im Altertume. Wurzen 1886 (Digitalisat).
- Kulturgeschichtliche Beiträge zur Tierkunde des Altertums. Wurzen 1904 (Digitalisat).